# Maurice Abravanel
Maurice de Abravanel (ur. 6 stycznia 1903 w Salonikach, zm. 22 września 1993 w Salt Lake City) – amerykański dyrygent pochodzenia greckiego.

## Życiorys
Urodził się w rodzinie o korzeniach sefardyjskich. Kształcił się w Lozannie i Zurychu. Początkowo, zanim zdecydował się poświęcić muzyce, studiował medycynę. Od 1922 roku przebywał w Berlinie, gdzie uczył się u Kurta Weilla, a następnie prowadził działalność jako dyrygent. Opuścił Niemcy w 1933 roku, po dojściu do władzy nazistów. Występował w Paryżu, Londynie, Rzymie, Genewie, Melbourne i Sydney, a w 1936 roku osiadł w USA. W latach 1936–1938 był dyrygentem nowojorskiej Metropolitan Opera. Dyrygował także przedstawieniami na Broadwayu. W latach 1940–1941 dyrygent Chicago Opera Company.
Od 1947 do 1979 roku był dyrygentem Utah Symphony. Z orkiestrą tą odniósł wielki sukces artystyczny, dokonując m.in. nagrań wszystkich symfonii Gustava Mahlera. Działał także jako pedagog, od 1954 do 1980 roku był kierownikiem muzycznym Music Academy of the West w Santa Barbara. Odznaczony National Medal of Arts (1991).